# FC Bayern Campus
El FC Bayern Campus es un complejo deportivo ubicado en la ciudad de Múnich. Desde el 16 de octubre de 2015 sirve como el centro de formación de los equipos juveniles del Bayern Múnich. Está compuesta por una academia de fútbol, ocho nuevos campos de fútbol y una sala polivalente para los jugadores de balonmano y baloncesto.
El centro cuenta con aproximadamente 38 hectáreas (4 veces el tamaño de la Säbener Straße), vendidas por el Estado alemán al club en 2006, y está ubicado en la antigua sede de los cuarteles Fürst-Wrede en el Ingolstädter Straße en el norte de Múnich, 2,5 km al suroeste del Allianz Arena en el distrito Freimann. Los costes de este centro se han calculado en 70 000 000 euros. El objetivo del complejo es aliviar la carga de trabajo que actualmente posee la Säbener Straße en el distrito de Giesing.

## Centro de desarrollo
Con 8000 m², se construyó una academia de fútbol de tres pisos que funciona como un internado de secundaria, ocho campos de fútbol de 105x68m donde dos están equipados con césped artificial, una pista de atletismo, una casa club de 2100m² con oficinas y un dormitorio con capacidad para 80 personas. Por otra parte dentro de los planes se encuentra un salón de usos múltiples para jugadores de balonmano y baloncesto.
A su vez el centro posee un campo de fútbol para el público, incluyendo una tribuna techada con capacidad para 3000 espectadores, junto con varios edificios más pequeños como fan shop, restaurantes, etc. además de una amplia zona de aparcamiento, una encrucijada propia y una estación de autobús.